# 마사강
마사강(Massa)은 스위스 발레주의 베른 알프스 동부에 있는 7 km 길이의 강이다. 이 강은 주로 알레치 빙하에서 녹은 물에 의해 공급된다. 이 강은 마사 협곡을 통과하여 스타우제 기비둠(Stausee Gibidum) 저수지로 흘러들어가서 론강과 합류하는 지점까지 이어진다.
다른 빙하를 포함한 전체 지역은 2001년 유네스코 세계 문화 유산으로 지정된 융프라우-알레취 보호 구역의 일부이다.

## 같이 보기
- 스위스 알프스